# Дешин, Всеволод Васильевич
Всеволод Васильевич Дешин (1876 — после 1917) — полковник 33-й артиллерийской бригады, георгиевский кавалер.

## Биография
Потомственный дворянин Киевской губернии. Сын учителя Киевской военно-фельдшерской школы, коллежского советника Василия Нестеровича Дешина.
Окончил Владимирский Киевский кадетский корпус (1894) и Константиновское артиллерийское училище (1897), откуда выпущен был подпоручиком в 33-ю артиллерийскую бригаду. Произведен в поручики 28 августа 1900 года, в штабс-капитаны — 8 сентября 1903 года.
С началом русско-японской войны переведен в 4-ю Восточно-Сибирскую стрелковую артиллерийскую бригаду. Участвовал в обороне крепости Порт-Артур. Удостоен ордена Св. Георгия 4-й степени
За беззаветную храбрость и особую распорядительность, при отражении штурма японцев 6 августа 1904 года на Угловую гору, когда, не взирая на губительный огонь неприятельских осадной и полевой артиллерии и твердо помня принцип взаимной поддержки, энергичным действием вверенного ему взвода 4-й батареи, разгромил полевую батарею противника и, открыв затем меткий огонь по неприятельским пехотным колоннам, нанес им полное поражение, заставив японцев рассыпаться и обратиться в бегство.
На фронте был произведен в капитаны «за отличие в делах против японцев» (производство утверждено Высочайшим приказом от 3 сентября 1906). 17 июля 1906 года переведен обратно в 33-ю артиллерийскую бригаду. 26 ноября 1909 года произведен в подполковники «за отличие по службе». 28 марта 1910 года назначен командиром 7-й батареи 19-й артиллерийской бригады, 18 августа того же года — командиром 1-й батареи 12-го мортирного артиллерийского дивизиона.
23 октября 1913 года назначен командиром 2-й батареи 33-й артиллерийской бригады, с которой и вступил в Первую мировую войну. Произведен в полковники 3 апреля 1915 года «за отличия в делах против неприятеля». Пожалован Георгиевским оружием
За то, что в бою 11 мая 1915 года у м. Радымно, командуя группой батарей и находясь на наблюдательном пункте, под сильным огнем тяжелой артиллерии противника и под действительным ружейным и пулеметным огнем, искусными и энергичными действиями своих батарей оказал могучую поддержку пехоте. Когда же пехота противника стала обходить его наблюдательный пункт от батарей, перешел на позицию одной из батарей и лично руководил картечным огнем на самую близкую дистанцию, пока не был тяжело ранен разрывной пулей. Только под прикрытием губительного огня его батарей наша пехота получила возможность по частям отойти на правый берег р. Сан.
20 мая 1915 года назначен командиром 2-го дивизиона 33-й артиллерийской бригады, а 26 июня 1916 года — командующим той же бригадой. На 24 января 1917 года — в том же чине и должности. Дальнейшая судьба неизвестна.

## Награды
- Орден Святого Станислава 2-й ст. с мечами (ВП 22.03.1905)
- Орден Святой Анны 3-й ст. с мечами и бантом (ВП 11.09.1905)
- Орден Святой Анны 4-й ст. с надписью «за храбрость» (ВП 11.09.1905)
- Орден Святого Георгия 4-й ст. (ВП 28.09.1905)
- Орден Святой Анны 2-й ст. с мечами (ВП 23.10.1905)
- Орден Святого Владимира 4-й ст. (ВП 21.03.1913)
- мечи и бант к ордену Св. Владимира 4-й ст. (ВП 15.02.1915)
- Орден Святого Владимира 3-й ст. с мечами (ВП ВП 12.06.1915)
- мечи и бант к ордену Св. Станислава 3-й ст. (ВП 1.08.1915)
- Георгиевское оружие (ВП 24.01.1917)